# Kynaithos von Chios
Kynaithos von Chios (griechisch Κύναιθος, * und † möglicherweise im 6. Jahrhundert vor Christus) war ein griechischer Rhapsode.
Laut Albin Lesky war Kynaithos, der auch als Homerinterpolator in Erscheinung trat und möglicherweise der Verfasser des Apollon-Hymnus ist, das Oberhaupt einer Rhapsodenschule. Er soll als erster Rhapsode homerische Dichtungen in Syrakus rezitiert haben. Möglicherweise geschah dies im Zuge der offiziellen Aufnahme solcher Rezitationen in die städtischen Agone, wobei auch hier die Datierung umstritten ist. Während allgemein die Jahreszahl 504 v. Chr. genannt wird, plädiert Allen für einen sehr viel früheren Beginn dieser Tradition im Jahr 704 v. Chr.